# Seznam nepálských králů

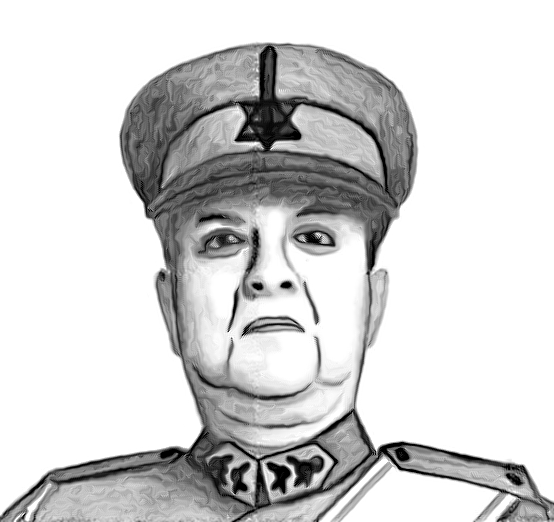
Gjánéndra Bír Bikram Šáh, poslední nepálský král

Vznik Nepálského království sahá do roku 1768, kdy se k moci dostala dynastie Šáhů. Šáhští králové byli označováni titulem mahárádžadhirádža (महाराजधिराज) a jejich manželky jako badámahárání (बडामहारानी). Monarchie v Nepálu zanikla 28. května 2008, kdy byla země přeměněna na federativní republiku a do čela státu se postavil prezident Rám Baran Jádav.

## Dynastie Šáhů
- Prithví Nárájan Šáh (25. září 1768 – 11. ledna 1775) (od roku 1742/1743 vládce knížectví Górkha obývané Gurkhy)
- Sinha Pratáb Šáh (11. ledna 1775 – 17. listopadu 1777)
- Rána Bahádur Šáh (17. listopadu 1777 – 23. března 1799)
- Girván Juddha Bikram Šáh (23. března 1799 – 20. listopadu 1816)
- Rádžéndra Bikram Šáh (20. listopadu 1816 – 12. května 1847)
- Suréndra Bikram Šáh (12. května 1847 – 17. května 1881)
- Prithví Bír Bikram Šáh (17. května 1881 – 11. prosince 1911)
- Tribhuvan Bír Bikram Šáh (1. vláda) (11. prosince 1911 – 7. listopadu 1950) (od 7. listopadu 1950 do 7. ledna 1951 byl v indickém exilu)
- Gjánéndra Bír Bikram Šáh (1. vláda) (7. listopadu 1950 – 7. ledna 1951)
- Tribhuvan Bír Bikram Šáh (2. vláda) (7. ledna 1951 – 13. března 1955)
- Mahéndra Bír Bikram Šáh (14. března 1955 – 31. ledna 1972)
- Biréndra Bír Bikram Šáh (31. ledna 1972 – 1. června 2001) (zavražděn během masakru královské rodiny)
- Dípéndra Bír Bikram Šáh (1. června 2001 – 4. června 2001)  (pachatel masakru nepálské královská rodiny, nakonec se sám postřelil)
- Gjánéndra Bír Bikram Šáh (2. vláda) (4. června 2001 – 28. května 2008) (sesazen, s jeho odchodem nastal konec monarchie)